# Schemjaka-Gericht

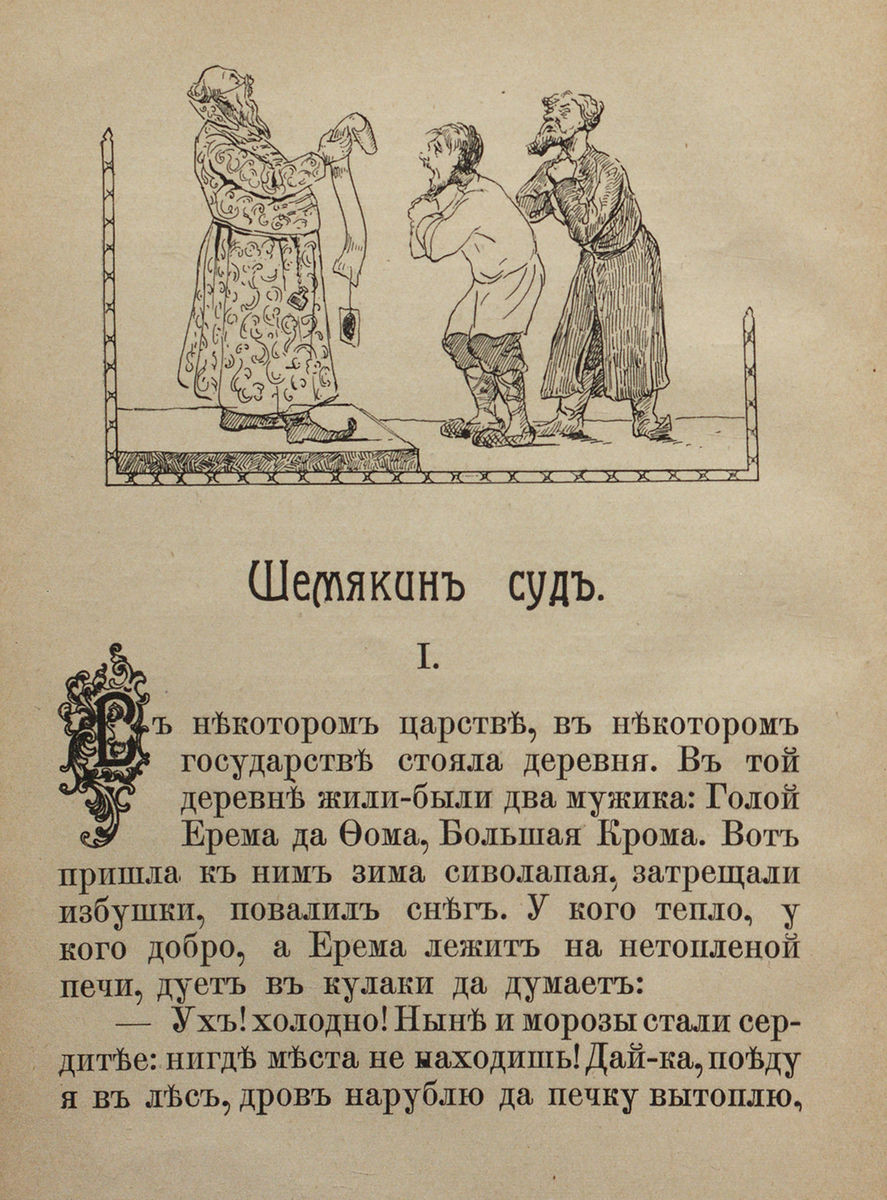
Illustration für die Geschichte Schemjakin sud / Шемякин суд ("Schemjaka-Gericht") in dem Band Rodnyje skaski / Родные сказки (Einheimische Märchen), 10. A., von Nikolai Wassiljewitsch Tulupow, Moskau: Typographie von I. D. Sytin, 1916

Ein Schemjaka-Gericht (russisch Шемякин суд / Schemjakin sud, wiss. Transliteration Šemjakin sud) ist in der russischen Volksüberlieferung ein ungerechtes, korruptes Gericht. 
Der sprichwörtliche Ausdruck hat sich im Russischen erhalten und wird verwendet, um ein unehrliches, korruptes Gericht, einen bestechlichen Richter zu bezeichnen. Es wird mit dem Denkmal der altrussischen Literatur aus dem 17. Jahrhundert in Verbindung gebracht, der Erzählung Schemjakin sud (Шемякин суд), in der das betrügerische Gericht ausgelacht wird.

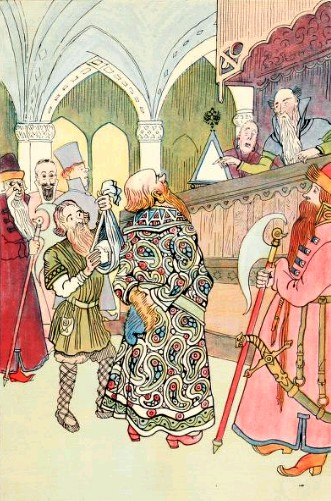
Illustration zur satirischen Erzählung Schemjakin sud (Шемякин суд)

Benannt ist es nach Dmitri Jurjewitsch Schemjaka (russisch Дмитрий Юрьевич Шемяка, wiss. Transliteration Dmitrij Jur'evič Šemjaka), einem russischen Lehnsfürsten im 15. Jahrhundert.
Neben einem altrussischen Märchen orientalischen Ursprungs wurde der Stoff auch später bearbeitet, in einer von Wladimir Dal aufgezeichneten Erzählung Über das Schemjaka-Gericht (Сказка о Шемякином суде) (1832) und in dem russischen Märchen Schemjaka-Gericht (Шемякин суд) aus der Sammlung russischer Volksmärchen (Народные русские сказки; 1855–1863) von Alexander Afanassjew.
Es gibt zudem den Begriff der „Schemjaka-Methoden“, den beispielsweise auch Lenin kannte.